# Spoorlijn Lunderskov - Esbjerg
De spoorlijn Lunderskov - Esbjerg is een oost-westverbinding van het schiereiland Jutland in Denemarken.

## Geschiedenis
De spoorlijn werd geopend door de Danske Statsbaner (DSB) op 3 oktober 1874.

## Huidige toestand

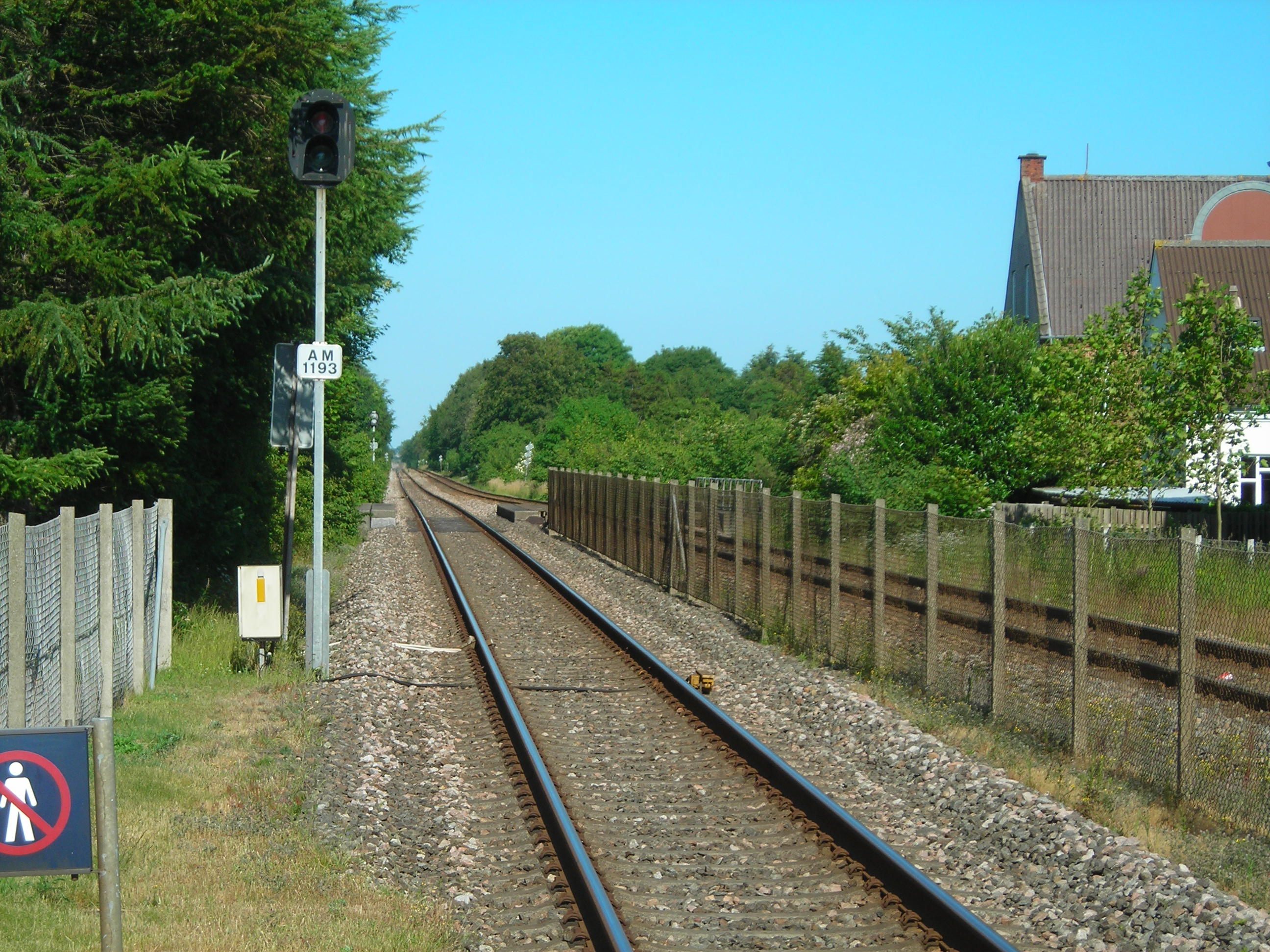
De spoorlijn ter hoogte van Brørup

De lijn is volledig dubbelsporig en sinds 6 augustus 2017 geëlektrificeerd. Sinds 15 december 2002 rijdt ook Arriva Danmark A/S op het gedeelte tussen Bramming en Esbjerg. 